# ASD Barletta 1922
Die SS Barletta Calcio (offiziell: Società Sportiva Barletta Calcio) ist ein italienischer Fußballverein aus der Stadt Barletta, welcher im Jahr 1922 gegründet wurde. Das Team spielt im Stadio Cosimo Puttilli mit einem Fassungsvermögen von 3.998 Plätzen. Die Neugründung erfolgte im Jahr 1995 nach finanziellen Problemen. Zurzeit spielt der Verein in der Lega Pro Prima Divisione B. Als Trainer fungiert Nevio Orlandi, den Posten als Vereinspräsidenten übt Roberto Tatò aus. In der letzten Saison erreichte das Team den fünften Platz in der Lega Pro Seconda Divisione C.

## Vereinshistorie
In der Saison 2007/08 der Serie D belegte Barletta am Ende Platz zwei in der Gruppe Girone H und qualifizierte sich damit für die anstehenden Playoffs. In den Playoffs konnten sie allerdings nicht bestehen und sie erreichten nicht die Halbfinalspiele. Aber dank ihrer Platzierung als zweitbestes Team in den drei Gruppen gewannen sie die Sonderqualifikation und stiegen in die Lega Pro Seconda Divisione als eines der fünf Top-Teams der Playoffs auf.

Offizielles Logo 2005–2008

## Vereinserfolge
Der größte Vereinserfolg war bisher der Aufstieg in die Lega Pro Prima Divisione zur Saison 2010.

## Ehemalige Trainer
- Romano Fogli